# Il ritmo delle cose
Il ritmo delle cose è un singolo del cantautore italiano Rkomi, pubblicato il 12 febbraio 2025 come primo estratto dal quarto album in studio Decrescendo.
Il brano è stato presentato in gara durante la 75ª edizione del Festival di Sanremo, dove si è classificato al ventottesimo posto al termine della manifestazione.

## Antefatti e descrizione
Il brano, scritto dallo stesso rapper con Gianluigi Fazio, Jacopo Angelo Ettorre, in arte Jacopo Èt, e Matteo Pierotti, in arte Matteo Alieno, è prodotto da Francesco Catitti, in arte Katoo, Pablo Miguel Lombroni Capalbo, in arte Shablo, e Vincenzo Luca Faraone. Esso, avendo segnato la seconda partecipazione dell'artista al Festival di Sanremo, è stato descritto in una breve intervista in conferenza stampa:

## Promozione
Dopo la conferma del rapper tra i big in gara al Festival di Sanremo 2025, annunciata da Carlo Conti al TG1 il 1º dicembre 2024, il titolo del brano è stato rivelato il 18 dicembre nel corso della finale della diciottesima edizione del concorso canoro Sanremo Giovani.

## Video musicale
Il video musicale, diretto da Giulio Squillacciotti e girato in una lavanderia di Milano, è stato pubblicato in concomitanza all'uscita del brano attraverso il canale YouTube del cantautore.

## Tracce
Testi di Mirko Martorana, Gianluigi Fazio, Jacopo Angelo Ettorre e Matteo Pierotti, musiche di Francesco Catitti, Jacopo Angelo Ettorre, Pablo Miguel Lombroni Capalbo e Vincenzo Luca Faraone.
1. Il ritmo delle cose – 3:12

## Classifiche
| Classifica (2025) | Posizione massima |
| ----------------- | ----------------- |
| Italia            | 10                |